# 新市镇 (屏山县)
新市镇，是中华人民共和国四川省宜宾市屏山县下辖的一个乡镇级行政单位。

## 行政区划
新市镇下辖以下地区：
龙口社区、龙尾社区、沙板村、龙口村、白花村、何家坪村、寸腰村、坳田村、汉溪村、椒园村、先锋村、观音村、凤凰村、菜园村、梨坪村、千步梯村、柏杨村、天池村、沙滩村、大桥村、二坪村、吴家坝村、红旗村、大塘村、天宫村、前锋村、院坪村、平宁村和三台村。